# Wtedy – rozmowy z Jackiem Bocheńskim
Wtedy – rozmowy z Jackiem Bocheńskim – książka Jacka Bocheńskiego wydana w 2011 roku nakładem wydawnictwa Świat Książki.
To zbiór wywiadów przeprowadzonych z Bocheńskim w latach 1965–2011, publikowanych wcześniej w czasopismach lub wydawanych w książkach. Rozmówcami Bocheńskiego byli dziennikarze, publicyści, ludzie nauki i pisarze. Gatunkowo jest to coś pośredniego między esejem i autobiografią.
Teksty powstawały w tzw. procedurze mieszanej: najpierw była rozmowa, potem zapis. Przygotowując się do wydania książki, Bocheński nie aktualizował rozmów, nie stosował żadnych poprawek ani skreśleń.

## Opis treści
Rozmówcy Bocheńskiego wypytują go o różne sprawy: o socjalizm, działanie w opozycji, o poglądy na kapitalizm i demokrację, na literaturę, tradycję i nowoczesność, o rewolucje artystyczne, kulturę masową, czy pożytek jaki może przynieść człowiekowi epoka antyku. Wszystko to składa się na fascynującą biografię Bocheńskiego, a także stanowi poniekąd źródło do poznania historii XX i początku XXI wieku.

## Wydania
- Jacek Bocheński, Wtedy – rozmowy z Jackiem Bocheńskim, Świat Książki, Warszawa 2011.